# Шиллер, Франц Петрович
Франц Петро́вич Ши́ллер (29 октября 1898 — 22 июня 1955) — советский литературовед, специалист по немецкой литературе. Доктор филологических наук.

## Биография
Франц Шиллер родился в семье крестьянина-бедняка в селе Тонкошуровка (ныне в Советском районе Саратовской области) 29 октября 1898 года. В 1917 году окончил 4-й класс духовной семинарии и сдал экзамен на звание учителя начальной школы. Учителем он проработал до 1921 года, после чего поступил во 2-й Московский государственный университет на литературно-филологическое отделение. После окончания университета стажировался в Германии, в 1929 году стал доцентом и возглавил кафедру всеобщей литературы 2-го МГУ. Также Шиллер заведовал Отделом западноевропейской литературы Института мировой литературы им. А. М. Горького. В 1936 году стал доктором филологических наук. В 1938 году Шиллер был репрессирован. После освобождения в 1946 году работал школьным учителем немецкого языка в Омской области.
Реабилитирован в 1990 году.
Жена — Инна Васильевна Нагорнова; дочь Флора (род. 1936).

## Научное наследие
Франц Шиллер является автором многочисленных книг по немецкой литературе.
- «Генрих Гейне» (1930),
- «Георг Верт». — М.-Л., 1932
- «Вольфганг Гёте» — М.-Л., ГИХЛ, 1932.
- «Литературоведение в Германии», 1934
- «Энгельс как литературный критик» (1934),
- «Творческий путь Фридриха Шиллера в связи с его эстетикой» М.,1934.
- «Очерки по истории чартистской поэзии» М.-Л, 1934,
- «Очерки по истории немецкой революционной поэзии 19 в.» (1933),
- «Поэзия германской революции 1848 г.» М., 1934
- «История западноевропейской литературы нового времени» (в 3 томах, 1935—1937),
- «Поэзия германской революции 1848 г.» (1936),
- «Фридрих Шиллер. Жизнь и творчество.» (1955).